# Bentazepam
Bentazepam ist ein Benzodiazepin-Analogon aus der Gruppe der Thienodiazepine, der überwiegend als Anxiolytikum bei Angststörungen und Panikattacken Verwendung findet. Es soll in der Behandlung der Angst vergleichbare Effekte haben wie Clorazepat oder Ketazolam, wobei die Eliminationshalbwertszeit mit durchschnittlich 3 Stunden verhältnismäßig kurz ist.
Bentazepam wurde 1980 in Spanien zugelassen und dort unter dem Handelsnamen Tiadipona auf den Markt gebracht. Anwendungsgebiete waren Angstzustände mit oder ohne dem Einhergehen funktioneller oder organischer Störungen. Es ist noch in Uruguay erhältlich.
Die kurze Eliminationshalbwertszeit sowie die geringe Potenz (50 mg Bentazepam entsprechen ca. 10 mg Diazepam) lassen es zur Behandlung einer chronischen Erkrankung von Nachteil erscheinen. Eine Überdosis mit Bentazepam kann in schweren Fällen zu Koma und Atemstillstand führen. Mit der Einnahme von Bentazepam werden schwere Leberschäden und Hepatitis in Verbindung gebracht. Es kann in seltenen Fällen zu Leberversagen kommen, weshalb bei allen Patienten die Bentazepam einnehmen, die Leberfunktionen regelmäßig überwacht werden sollten.
Bentazepam weist wie alle Anxiolytika aus der Benzodiazepin-Klasse ein hohes Abhängigkeits- und Missbrauchspotenzial auf.